# Río Palomarejas
El río Palomarejas, también llamado río de la Pila, es un río del este de la península ibérica, tributario del Mijares por su margen izquierda, que discurre íntegramente por la provincia de Teruel, en Aragón, España.

## Curso
El Palomarejas nace bajo el alto de Chaparroso (una cima de 1.804 m de altura en la sierra de Nogueruelas). Atraviesa los términos municipales de Nogueruelas y de Rubielos de Mora en sentido norte-sur, dsembocando en el Mijares en este último término municipal. En la parte de su cuenca hidrográfica, el Palomarejas y sus afluentes atraviesan las sierras del conjunto Chaparral-Nogueruelas y han escarbado hoces en lugares como el barranco del Focino y el entibo de Balagueras.